# Quảng trường thể thao Musashino Forest
Quảng trường thể thao Musashino Forest là một địa điểm thể thao đa môn nằm ở Chōfu, Tokyo, Nhật Bản. Sân sẽ đóng vai trò là một trong những địa điểm cho Thế vận hội Mùa hè 2020. Quảng trường thể thao Musashino Forest sẽ tổ chức các giải đấu cầu lông, đấu kiếm và bóng rổ xe lăn cho Thế vận hội Người khuyết tật Mùa hè 2020. Nhà thi đấu chính có sức chứa hơn 10.000 chỗ ngồi và cũng bao gồm hồ bơi, phòng tập thể dục, khu thể thao đa năng và hai studio thể dục, có sẵn cho công chúng sử dụng. Đây là địa điểm mới đầu tiên được hoàn thành cho Tokyo 2020. Công trình xây dựng mất ba năm rưỡi và tốn hơn 300 triệu đô la để hoàn thành.
Vào tháng 10 năm 2018, địa điểm này đã tổ chức Giải vô địch quần vợt mở rộng Nhật Bản khi Đấu trường Ariake đang được cải tạo cho các nội dung thi đấu môn quần vợt tại Thế vận hội Mùa hè 2020. Sân được sử dụng để tổ chức các nội dung thi đấu môn cầu lông Thế vận hội Mùa hè 2020.